# Vicenza Volley 2002-2003

## Risultati ottenuti

### In Italia
- Serie A1: 6º posto, per i quarti di finale dei play-off contro l'Asystel Novara
- Coppa Italia: perde i quarti di finale contro Volley Modena